# Herzberg am Harz
Herzberg am Harz (– die Esperanto-stadt/La Esperanto-urbo) je město v Německu na jihovýchodě spolkového státu Dolní Sasko, v zemském okrese Göttingen, položené při jižním okraji pohoří Harz. Město má 13 079 obyvatel. Sousedními městy jsou mj. Bad Lauterberg im Harz, Bad Sachsa a Osterode am Harz.

## Herzberg – die Esperanto-Stadt
Na základě usnesení městské rady nese město od 11. července 2006 oficiální označení Herzberg am Harz – die Esperanto-Stadt/La Esperanto-urbo ("Herzberg am Harz – esperantské město" v němčině a esperantu).
Za tento neobvyklý přídomek vděčí již více než 30 letům aktivity místních esperantistů a množství mezinárodních setkání mládeže, kongresů a dalších událostí souvisejících s esperantem, které se v něm za tuto dobu již konaly. To má za následek i zvýšený výskyt esperantem hovořících návštěvníků ve městě. Výuka esperanta je nabízena všemi školami ve městě a rovněž místním interkulturním centrem (Interkulturelles Zentrum Herzberg). Německý esperantský svaz provozuje v Herzbergu vlastní vzdělávací centrum, ve kterém jsou školeni jazykoví učitelé.
Na využití esperanta jsou založeny intenzivní vztahy s polským partnerským městem Góra, včetně výměnného programu pro školní skupiny. Partnerství vedené touto cestou by mělo být silnější než běžná partnerství zprostředkovaná běžnými oficiálními kontakty. Góra se až do roku 1945 jmenovala Guhrau a nacházela se v někdejším Prusku.

## Partnerská města
- Góra, Polsko (od roku 1993)